# Spermophorides selvagensis
Espèce
Spermophorides selvagensis est une espèce d'araignées aranéomorphes de la famille des Pholcidae.

## Distribution
Cette espèce est endémique des îles Selvagens à Madère. Elle se rencontre sur Selvagem Grande.

## Description
Le mâle holotype mesure 1,4 mm et la femelle 1,7 mm.

## Étymologie
Son nom d'espèce, composé de selvag[ens] et du suffixe latin -ensis, « qui vit dans, qui habite », lui a été donné en référence au lieu de sa découverte, les îles Selvagens.

## Publication originale
- Wunderlich, 1992 : Die Spinnen-Fauna der Makaronesischen Inseln: Taxonomie, Ökologie, Biogeographie und Evolution. Beiträge zur Araneologie, vol. 1, p. 1-619.